# Gustaf Johnsson
Nils Gustaf Johnsson (Malmö, 7 maart 1890 - Washington D.C., 11 december 1959) was een Zweeds turner.
Johnsson won tijdens de Olympische Zomerspelen 1908 met het Zweedse team de gouden medaille in de meerkamp. 
In 1914 veranderde Johnsson zijn achternaam naar Weidel. Weidel was van beroep diplomaat en heeft Zweden in onder meer Portugal, Egypte en New York vertegenwoordigd.
Weidel overleed in de Amerikaanse stad Washington D.C.

## Olympische Zomerspelen
| Jaar | Plaats | Resultaten |
| ---- | ------ | ---------- |
| 1908 | Londen | team       |